# Kaniken Joris van der Paeles madonna
Kaniken Joris van der Paeles madonna (nederländska: Madonna met kanunnik Joris van der Paele) eller Kanonikus van der Paeles madonna är en oljemålning av den flamländske konstnären Jan van Eyck. Den är daterad 1436 och ingår sedan 1816 i samlingarna på Groeningemuseum i Brygge. 
Målningen skildrar den tronande Jungfru Maria och Jesusbarnet. Liksom Kansler Rolins madonna är detta ett så kallat donatorsporträtt och den knäböjande mannen i vitt är kaniken Joris van der Paele(en) som beställt målningen. Han presenteras av sin namne Sankt Göran som är iklädd skinande rustning och bär en fana med georgskorset. Till vänster står Sankt Donatian av Reims(en), skyddshelgon för kyrkan Sint-Donaaskathedraal(en) i Brygge i vilken van Eycks målning hängdes upp. Han håller ett processionskors och hans vanliga attribut: hjulet med fem brinnande ljus. Platsen där händelsen äger rum är troligen koret till Sint-Donaaskathedraal som var van der Paele
År 1799 förstördes Sint-Donaaskathedraal av franska revolutionstrupper och målningen togs som krigsbyte till Paris. Efter Napoleons nederlag återfördes 1816 tavlan till Brygge och har sedan dess förvarats på Groeningemuseum.
van Eycks målning utmärks av realism och ett stort antal knivskarpa detaljer, till exempel de utsökta broderierna i Sankt Donatians korkåpa, reflektionerna i Sankt Görans hjälm och rustning och kanikens glasögon. På Marias tron avbildas små snidade skulpturer med motiv från Gamla testamentet. På det för betraktaren vänstra armstödet syns Kain dräpa Abel och på det högra Simson besegra lejonet. Under dessa skulpturer avbildas Adam och Eva i var sin nisch i vänster respektive höger armstöd. 
I början av 1400-talet var van Eyck hovmålare hos den burgundiske hertigen Filip den gode. Efter hans mest kända verk, Gentaltaret, är detta hans största bevarade verk. Ramen är original och signerad av konstnären.

## Detaljer

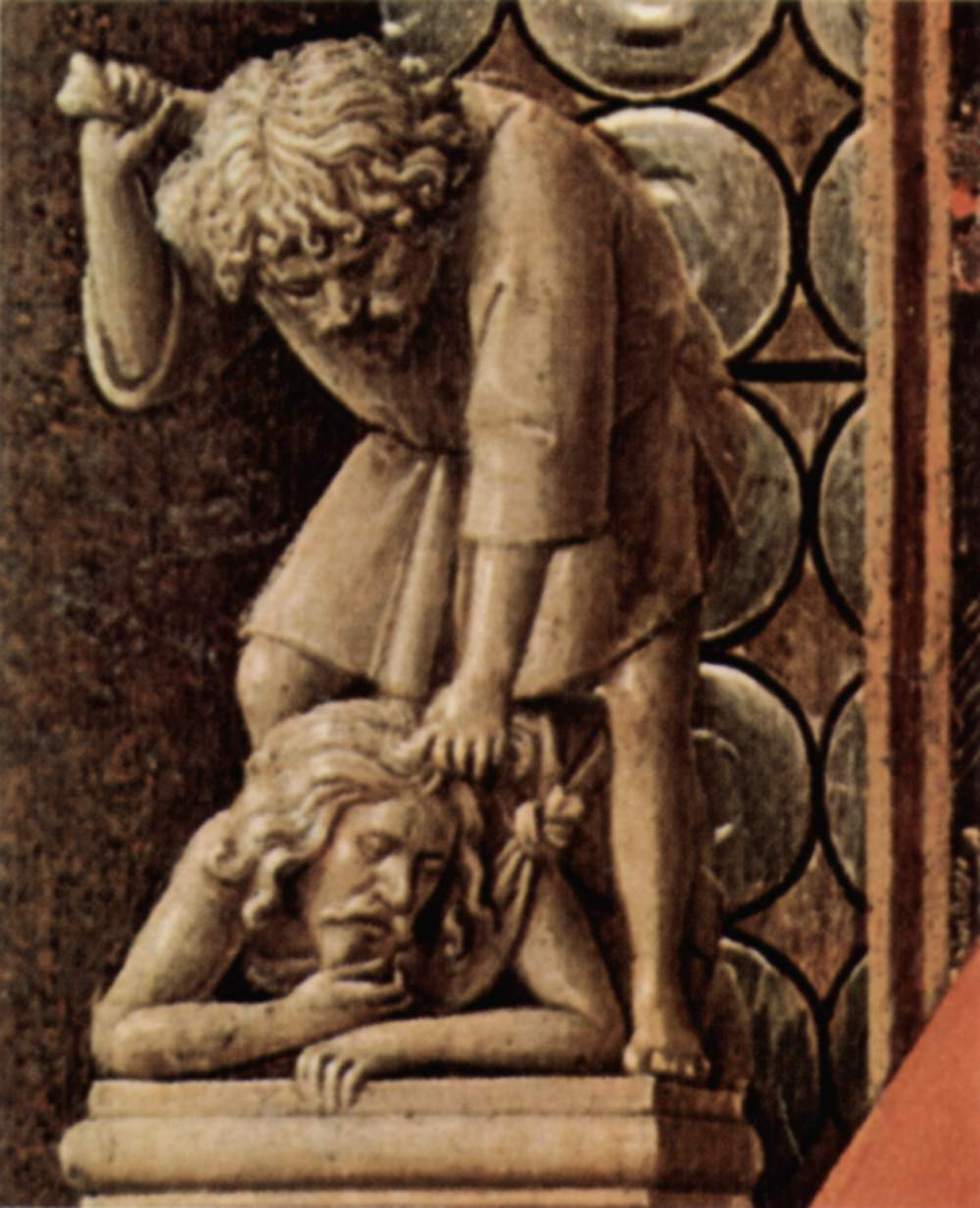
Kain dräper Abel.
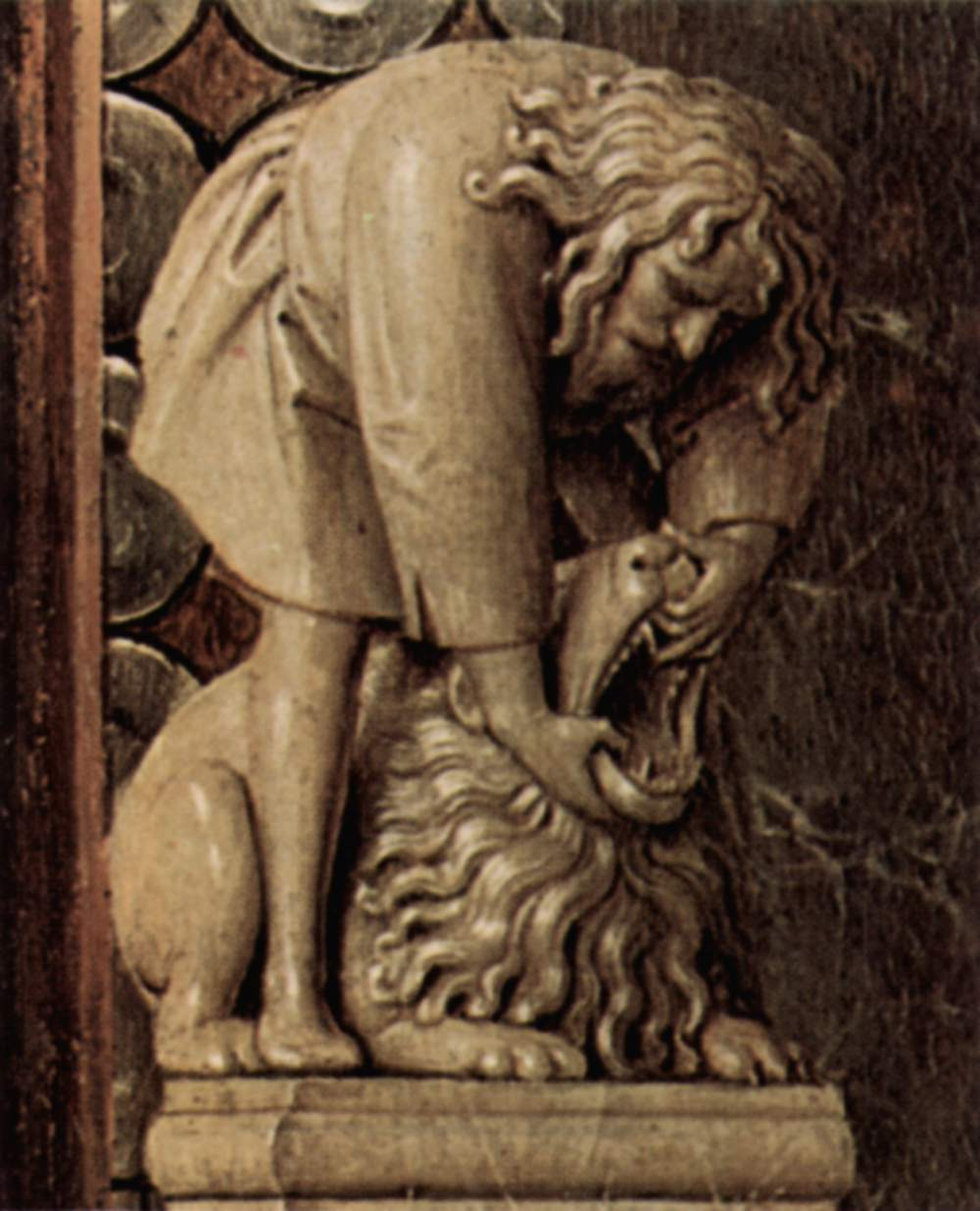
Simson dräper lejonet.
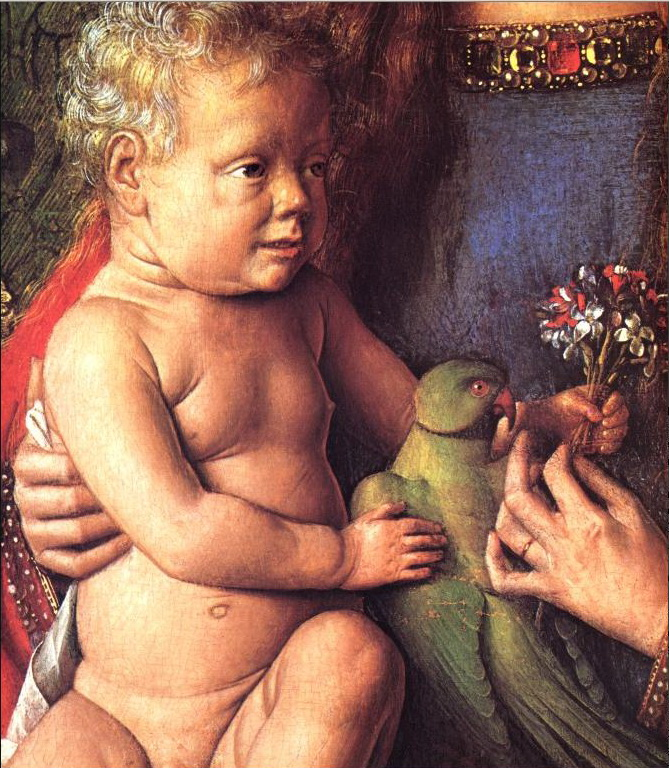
Jesusbarnet håller en bukett blommor och en papegoja.
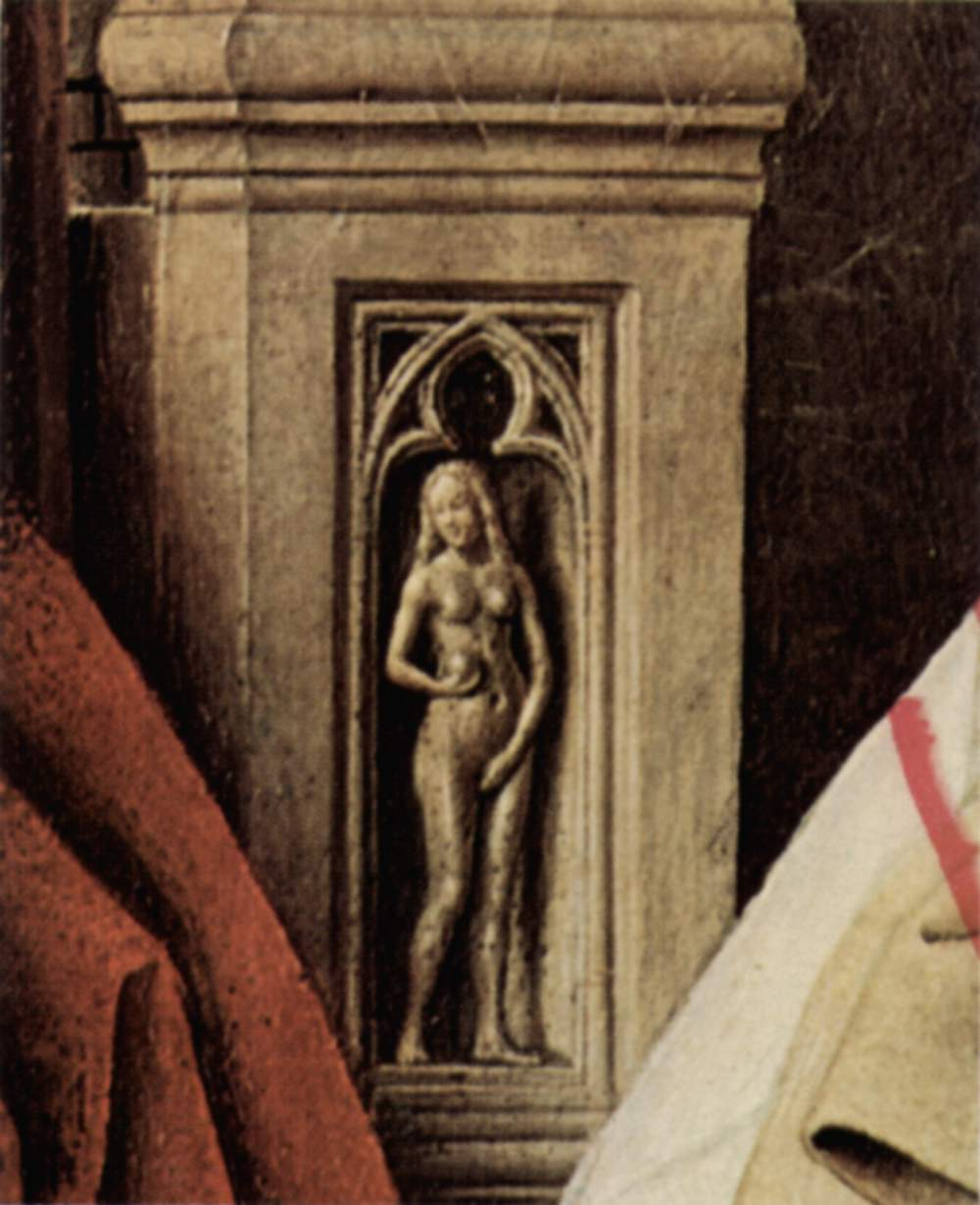
Eva.
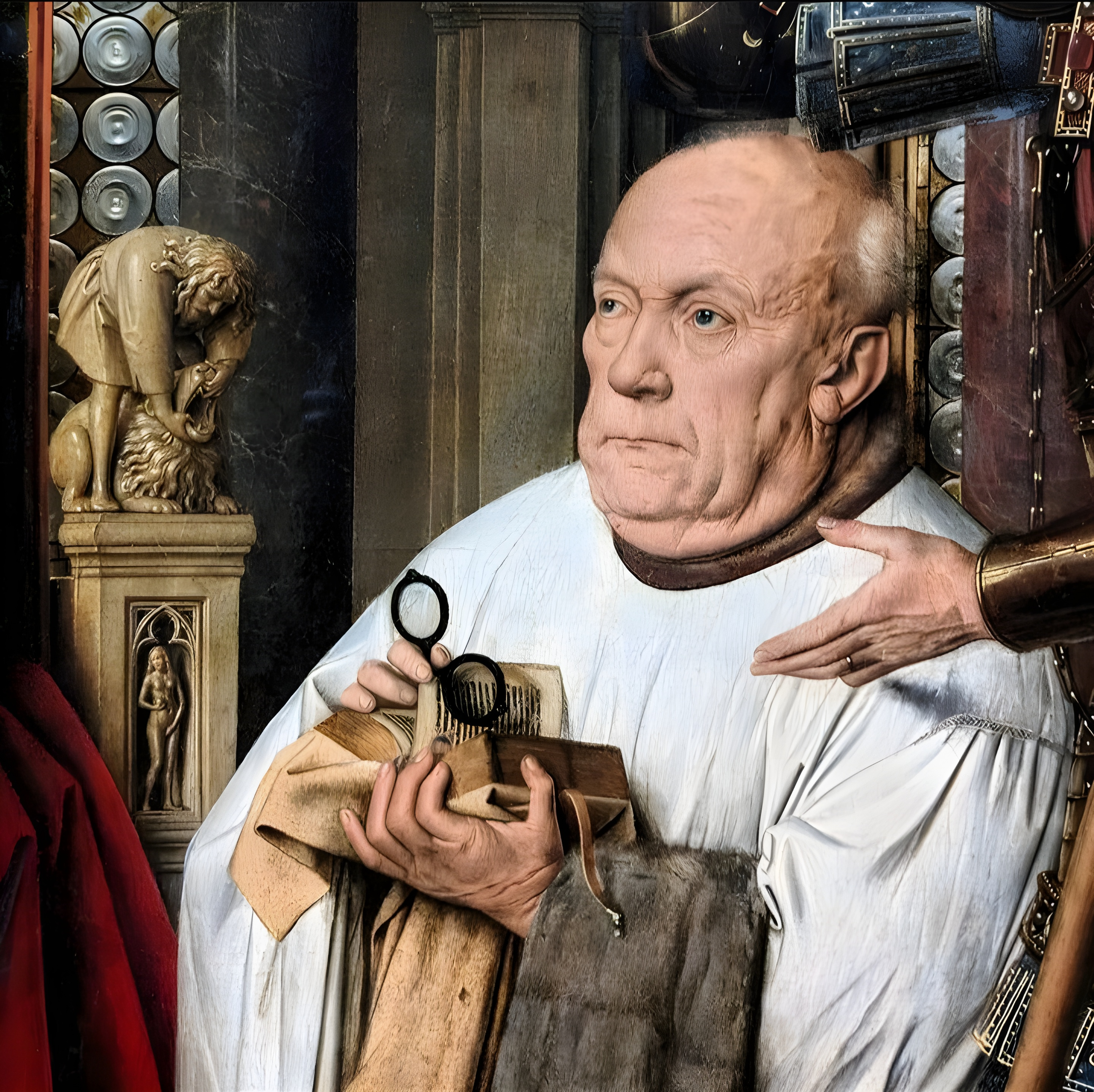
Den åldrade och sjuke kaniken med glasögon och en bok i handen.